# منقر
منقر (به عربی: المنقر) یک شهرداری در الجزایر است که در Taïbet District واقع شده‌است. منقر ۸٬۸۹۲ کیلومتر مربع مساحت و ۱۴٬۱۷۹ نفر جمعیت دارد و ۹۸ متر بالاتر از سطح دریا واقع شده‌است.